# Kemy Osse
Kemy Osse (Montréal, 12 marzo 1993) è un cestista canadese.